# Alejandro Medina
Alejandro Medina (Almagro, Buenos Aires; 1 de noviembre de 1949) es un bajista, compositor y cantante argentino de rock y blues. Formó parte de la banda Manal, una de las fundadoras del rock nacional. Tiene una prolífica carrera como uno de los mejores bajistas, cantantes y compositores de la historia del rock argentino, además de influir notablemente para fundar el blues, hard rock y heavy metal en Argentina. Fue bajista de importantes e históricos grupos de rock como Manal, Aeroblus, Pappo's Blues y Billy Bond y La Pesada del Rock and Roll.

## Trayectoria
En 1965 integró el grupo The Seasons con Carlos Mellino, grabando su primer álbum en Microfón. En esa época frecuentaba el Instituto Di Tella con sus experiencias de arte de vanguardia, La Perla del Once, "El Moderno" y "La Cueva". 
Integró el puñado de músicos roqueros que se concentraron en Buenos Aires y dieron origen al rock en español. Ese grupo tuvo su epicentro en el triángulo formado por un precario local musical nocturno llamado La Cueva, el Instituto Di Tella (Florida 900) y Plaza Francia. Algunos de esos grupos y músicos pre-balsa fueron: Los Gatos Salvajes (Litto Nebbia, Ciro Fogliatta, Kay Galiffi), The Seasons (Carlos Mellino, Alejandro Medina), Los Beatniks (Javier Martínez, Pajarito Zaguri, Mauricio Birabent), Los Mentales (Daniel Irigoyen, Juan Rodríguez), Los In (Francis Smith), Miguel Abuelo, Tanguito, Pappo, Oscar Moro y los periodistas y poetas fundacionales del rock Pipo Lernoud y Miguel Grinberg.
Por las noches, cuando terminaban las funciones en La Cueva, los roqueros iban a amanecer a las plazas o a los bares que permanecían abiertos toda la noche.

Cuando salíamos de la Cueva, si era verano nos íbamos a una plaza, y si era invierno nos íbamos a un bar, y nos quedábamos hasta las 8 de la mañana. En esas guitarreadas yo cantaba mis canciones y Moris, Javier y Tango cantaban las suyas. Esa época fue bastante parecida a la del tango.

### Manal

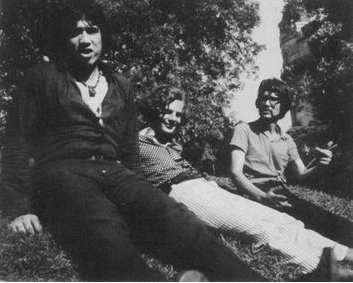
Manal en 1969, de izquierda a derecha Medina, Gabis y Martínez.

Con dieciocho años, en 1968 formó la mítica banda Manal junto a Claudio Gabis y Javier Martínez, una de las fundadoras del rock nacional argentino dejando temas clásicos como "No pibe" y "Jugo de tomate frío".
En 1969 formó como bajista parte de la banda que grabó el primer simple de Pajarito Zaguri ("Navidad espacial" y "Un diablito en el cielo"), junto con Litto Nebbia, Moro y Moris.
En 1971 Manal se separó.
Diez años después (1981) Manal se reunió para grabar un álbum de estudio (Reunión) y realizar seis exitosas presentaciones en el estadio Obras (álbum Chau Manal).

### Post Manal
Medina integró otra mítica banda, Billy Bond y La Pesada del Rock and Roll (1971-1974), con Billy Bond, Jorge Pinchevsky y Pappo entre otros. Con la banda participó del tercer festival B.A. Rock, en noviembre de 1972, registrado en la película Rock hasta que se ponga el sol. Con la banda grabó cuatro álbumes. La Maldita  Máquina y Gracias al cielo de su autoría son los más difundidos desde esa década. También participó de la grabación 
de la Marcha de San Lorenzo en versión rock, prohibida durante la dictadura.
En 1974 lanzó su primer álbum solista con el título de Alejandro Medina y la Pesada, de gran fuerza y adelantado en sus letras y concepciones de sonido.
También participó en los primeros discos de bandas y músicos que luego adquirirían gran importancia como Sui Generis, Raúl Porchetto, David Lebón y Claudio Gabis entre otros. También formó parte del Ensamble Musical Buenos Aires que grabó una destacada versión de La Biblia de Vox Dei en 1974.
En 1977 formó una nueva banda llamada Aeroblus, un trío con Pappo y Rolando Castello Junior, grabando un álbum con el nombre de la banda. Que sigue  hoy como referencia  al inicio  del rock pesado  y hard rock en  Argentina.
En la década de 1980 formó La Metropolitana con Daniel Volpini, Sebastián "Pollo" Peralta y Beto Fotunato grabando un sencillo con "De Que Sirve La Vida" y "Estando Juntos".
En 1994 grabó como solista el álbum Hoy no es ayer en el que participaron Claudia Puyó, Black Amaya, Jorge Capello, Ray James, Pato Frasca y La Lola Medina, entre otros.
Organizó en esa década unas famosas "zapadas de los jueves" en el Roxy, donde participaron Charly García, Pappo, Moro, Andrés Calamaro, Fabiana Cantilo, Claudia Puyó, Celeste Carballo, Willy Crook, David Lebón, Lola Medina, Alambre González, Black Amaya, Giusepe Puoppolo, Héctor Starc y Edelmiro Molinari, entre muchos otros.
En esa década participó como bajista en los álbumes de Pajarito Zaguri, Jorge Pinchevsky y la Samovar Big Band. 
Grabó también un sencillo "Sniff Blues o Nunca haberte amado", incluido en la compilación Blues de Acá Vol. 2. El tema fue primero en el listado de la Rock & Pop de Paraguay.
En 1997 la banda sonora de la película 24 horas de Barone incluyó su tema "La Maldita Máquina de Matar".
A partir de 2000 vuelve a reunirse con Pappo y tocar en varios festivales y presentaciones temas de Aeroblus y nuevos.
En mayo de 2002 organizó un notable espectáculo en el Hangar Liniers llamado "Homenaje a mis bandas", con músicos ivitados como Willy Quiroga de Vox dei, Pajarito Zaguri, Ricardo Tapia de La Mississipi Blues Band, La Lola Medina, Jorge Pinchevsky y tres integrantes de La Renga, con Jorge "Purple" Fernández en guitarra y Paulo Bellagamba en batería. A partir de ahí, realizó por varias provincias de Argentina: Alejandro Medina Homenaje a mis bandas Rock Tour.
En 2005 edita el álbum de manera independiente De Qué Sirve La Vida y lo presenta oficialmente en C.A.B.A y también por Córdoba, Corrientes, Misiones, Entre Ríos, Mendoza entre otras provincias en varios conciertos y la primera tirada de 3000 ejemplares se agota en tres meses. 
En junio de 2007 se presenta en Santa Cruz de la Sierra, (Bolivia) llevando así su música para Latinoamérica. Sin parar de tocar ya que esa es su misión se presenta en diciembre de 2008 en la Facultad de Medicina, en la Ciudad Autónoma de Buenos Aires, contando con la presencia de José Luis Fernández y otras bandas como Vida de Perros y Mayo Francés
En el 2010 arma Homenaje a Aeroblus, en el Teatro de Flores, Medina  junto a Gustavo Nápoli, Rolando Castello Jr. y Claudio Rodríguez y muchos músicos más invitados festejando los 30 años de la formación de Aeroblus.
En el 2011 saca a relucir una obra conceptual en formato de CD, denominada "Yo Soy Alejandro Medina", donde participaron entre otros músicos Luis Alberto Spinetta y Charly García.
En el año 2020 grabó la marcha peronista.

## Discografía
- Alejandro Medina y La Pesada, 1974.
- Hoy no es ayer, 1994.
- De qué sirve la vida, 2005.
- Yo soy Alejandro Medina, 2011.